# برگووی (استان آمور)
برگووی (به لاتین: Beregovoy) یک منطقهٔ مسکونی در روسیه است که در استان آمور واقع شده‌است.